# طوبا و معنای شب
طوبا و معنای شب رمانی از شهرنوش پارسی‌پور است.

## خلاصه داستان
طوبی دختر حاجی ادیب، مردی اهل علم که به تقوا و سرسختی و یکدندگی شهرت دارد، در کودکی نزد پدرش خواندن و نوشتن را می آموزد و تحت تأثیر خوانده هایش و آنچه از پدر شنیده است از همان دوران نوجوانی به فکر جست و جوی حقیقت و خدا میافتد. دو سال بعد از مرگ پدر در چهارده سالگی به پیشنهاد خود به عقد ازدواج حاجی محمود، پسر عموی پنجاه و دو ساله اش در می‌آید که وکیل و وصی پدر او شده است و امور مالی خانواده را در دست دارد حاجی محمود با او رفتاری سرد و خشن دارد زیرا خشکسالی و و با و قحطی را که در آن سالها پیش آمده ،است نتیجه ورود او به زندگی خود می‌داند.
در شانزده سالگی طوبی تحت تأثیر مرگ پسرکی که از گرسنگی در کوچه از پا درآمده است، بی اختیار به دنبال جنازهٔ پسربچه به گورستان کشیده می‌شود و در آنجا به آقای خیابانی بر می‌خورد که مردی روحانی، است آقای خیابانی طوبی را از مزاحمت چند مرد مست نجات می‌دهد و او را به خانه می‌رساند آن مرگ و آن دیدار تأثیری شگفت بر طوبی می‌گذارند و صبح فردا که باز بدون اجازه شوهر به امید دیدن آقای خیابانی به گورستان می‌رود خشم شوهر را بر می‌انگیزد و مرد او را طلاق می‌دهد طوبی به زودی با فریدون میرزا شاهزاده قاجار ازدواج می‌کند که چهل و هفت سال دارد و پیش از آن چند زن خود را طلاق داده است. در همین اوان طوبی از طریق یکی از بستگان خود (میرزا کاظم) با فعالیتهای آقای خیابانی که نماینده مجلس است و برای حفظ مشروطیت فعالیت می‌کند آشنا می‌شود و نطقهای او را در روزنامه‌ها می‌خواند و بعدها از طریق، میرزا ابوذر مباشر فریدون میرزا از فعالیت‌هایی که آقای خیابانی در تبریز برای دفاع از مشروطیت می‌کند، باخبر می‌شود. فریدون میرزا بعد از شکست استبداد صغیر همراه با محمد علی شاه به روسیه فرار می‌کند و با شروع جنگ بین الملل اول به ایران بر می‌گردد به زحمت به دربار احمدشاه راه پیدا می‌کند و حکمرانی ولایتی را در آذربایجان به دست می‌آورد حالا طوبی چهار فرزند (سه دختر و یک پسر) دارد و از آنجا که فریدون میرزا درآمد چندانی ندارد، خانواده به خانه طوبی نقل مکان می‌کنند و طوبی با قالی بافی زندگی فرزندانش را تأمین می‌کند با قیام آقای خیابانی در آذربایجان شاهزاده به تهران بر می‌گردد. پس از وقوع انقلاب در، روسیه، دو خانواده مهاجر ارمنی و آذربایجانی مستأجر طوبی می‌شوند و با داستانهای هولناک از قساوت بلشویکها طوبی را وحشت زده و سرگردان می‌کنند. درویش حسن که به خانه آنها رفت و آمد دارد به طوبی توصیه می‌کند به دیدار حضرت گدا علیشاه به کرمانشاه برود تا مشکلاتش حل شود و طوبی همراه با کودکانش بار سفری مشکل و پردردسر را به کرمانشاه می‌بندد و در آنجا گدا علیشاه به او می‌گوید که وارد شدن به مراحل سیروسلوک هنوز برای او زود است و او را به تهران برمیگرداند. شاهزاده دوباره به محل حکومتی خود بر می‌گردد و چند ماه بعد طوبی باخبر می‌شود که فریدون میرزا در آذربایجان با دختر چهارده ساله کدخدای یکی از روستاها ازدواج کرده است. در همین، روزها میرزا ابوذر همراه با خواهر پریشان حواس خود و دو فرزند خردسال او (ستاره) و (اسماعیل به خانهٔ طوبی می. آید این خانواده در جریان حمله قزاقهای دولتی به، تبریز برای سرکوب آقای، خیابانی خانه و زندگی خود را از دست داده‌اند و میرزا ابوذر از طوبی خواهش می‌کند مدتی آنها را در خانه خود جا دهد.
فریدون میرزا که به تهران برگشته مورد خشم طوبی قرار می‌گیرد. طوبی او را از خانه میراند و از او طلاق می‌گیرد در همین، روزها ابوذر ستاره خواهرزاده چهارده ساله‌اش را که در حمله قزاقها مورد تجاوز قرار گرفته و اکنون حامله است می‌کشد و طوبی که تنها کسی است که از این ماجرا باخبر شده به او کمک می‌کند تا جنازه را در باغچه خانه دفن کند و از او می‌خواهد که دیگر قدم به آن خانه نگذارد. از آن پس خاطره و شبح ستاره، در خانه و در ذهن طوبی باقی می‌ماند اسماعیل خواهرزاده دیگر ابوذر، در خانه طوبی بزرگ می‌شود و با بچه‌های او به مدرسه می‌رود در همین سالها طوبی به دیدن گدا علیشاه که اکنون به تهران آمده می‌رود و در زمره مریدان او در می‌آید.
با روی کارآمدن حکومت پهلوی شاهزاده حکومت ولایتی را از دست می‌دهد. دو دختر بزرگ خانواده پیش از آن ازدواج کرده‌اند و مونس کوچکترین دختر با آنکه دلبسته اسماعیل است، به عقد ازدواج آقای انصاری در می‌آید که کارمند دولت است و همراه او به اصفهان می‌رود. اسماعیل دبیرستان را تمام می‌کند و به دانشگاه می‌رود و دو سال بعد که مونس از شوهرش جدا می‌شود و به تهران بر می‌گردد پنهان از طوبی و سایر افراد خانواده با مونس ازدواج می‌کند با این تصمیم که ازدواجشان را تا وقتی که اسماعیل دانشگاه را تمام می‌کند و باهم به اروپا سفر می‌کنند، پنهان نگه دارند. به زودی اسماعیل همراه با جمع دوستانش به اتهام فعالیتهای سیاسی دستگیر و زندانی می‌شود. اسماعیل برای در امان ماندن مونس از آزار دستگاه حکومت، از وابستگی خود به مونس حرفی نمی‌زند و، مونس برای اینکه ازدواجش فاش نشود به سراغ اسماعیل به زندان نمی‌رود. مونس هنگامی که در می‌یابد که حامله است اقدام به سقط جنین می‌کند و در موقعیت خطرناکی که به آن دچار می‌شود به ناچار طوبی را از ازدواج خود باخبر می‌کند. مونس که بعد از عمل، جراحی توانایی بچه دار شدن را از دست داده، است، تعادل روحی خود را از دست می‌دهد و به توصیه طوبی به سراغ گدا علیشاه می‌رود که به او توصیه می‌کند شوهرش را در زندان تنها نگذارد بعد از رفتن رضاشاه از، ایران اسماعیل آزاد می‌شود و طوبی که از ازدواج پنهانی اسماعیل با مونس خشمگین است راز قتل ستاره را به او می‌گوید و همهٔ رؤیاهای اسماعیل را برای آینده در هم می‌ریزد چند سال بعد طوبی تصمیم می‌گیرد در خانه تعمیراتی انجام دهد. بنایی که برای این کار می‌آید، سه کودک خردسال خود را که مادر را از دست داده‌اند با خود به خانه طوبی می‌آورد اسماعیل و مونس به بچه‌ها دل می‌بندند و با مرگ، بنا، بچه‌ها در خانه طوبی بزرگتر (کمال) در سالهای آخر دبیرستان تصمیم می‌گیرد از آن خانه برود و با دوستانش زندگی کند مریم دبیرستان را تمام می‌کند و وارد دانشگاه می‌شود و به تشکیلات چریکی که برادرش در آن فعال است می‌پیوندد با یکی از همرزمانش ازدواج می‌کند و از خانه می‌رود و شبی که مورد تعقیب پلیس قرار می‌گیرد به خانه طوبی پناه می‌برد و همانجا بر اثر جراحت گلوله‌ای که به او شلیک شده جان می‌دهد. اهل خانه او را در باغچه دفن می‌کنند. اسماعیل و مونس و کریم (برادر کوچکتر) از خانه می‌روند. طوبی که از ماندگار می‌شوند پسر این حادثه گیج و درمانده شده به گدا علیشاه پناه می‌برد تا از او حقیقت را بشنود.

## به زبان‌های دیگر
این رمان به بیش از شش زبان ترجمه و منتشر شده است، از جمله انگلیسی و عبری.